# Józef Witkowski (astronom)
Józef Witkowski herbu Poraj (ur. 9 lutego?/21 lutego 1892 w Odessie, zm. 26 maja 1976 w Poznaniu) – polski astronom, geofizyk, astrofizyk.

## Życiorys
Pochodził z rodu Terlicz-Witkowskich herbu Poraj. Urodził się w Odessie, tam też ukończył gimnazjum klasyczne i odbył studia astronomiczne, zakończone w 1916 roku obroną pracy kandydackiej O krzywych częstotliwości Charliera typu A i B w zastosowaniu do ruchów własnych plam słonecznych. Z Odessą związane też było pierwszych pięć lat jego pracy naukowej, podczas których zajmował się głównie tematyką kometarną. W 1919 roku wyjechał do Krakowa i podjął pracę w Obserwatorium Astronomicznym UJ. Oprócz zagadnień kometarnych, zajmował się tam m.in. grawimetrią, sejsmologią, fotometrią wizualną gwiazd zaćmieniowych oraz zakryciami gwiazd przez Księżyc i planety (tego ostatniego zagadnienia dotyczyła jego praca habilitacyjna). Redagował również szereg czasopism naukowych, m.in. założone w 1925 roku przez Tadeusza Banachiewicza Acta Astronomica.
W 1929 roku objął stanowisko kierownika Obserwatorium Astronomicznego Uniwersytetu Poznańskiego, które piastował (z przerwą na czas II wojny) aż do emerytury. Do poznańskiego obserwatorium, zajmującego się wcześniej głównie zagadnieniami astrometrycznymi, wprowadził nową tematykę komet, gwiazd zaćmieniowych i zakryć gwiazd. Dzięki jego staraniom obserwatorium wzbogaciło się o refraktor Zeissa 200/3000 oraz zegar Shortta (najdokładniejszy istniejący w tamtych czasach zegar mechaniczny). Jesienią 1929 roku Obserwatorium Poznańskie brało udział w międzynarodowej kampanii długościowej organizowanej przez Komitet Geodezyjny Państw Bałtyckich (pomiary wykonywane były w Poznaniu i Rydze). Od 1932 roku zakres badań naukowych poszerzył się o mechanikę nieba, m.in. zagadnienia związane z pochodzeniem komet.
We wrześniu 1939 roku, po opuszczeniu miasta przez wojsko, Józef Witkowski działał w Komitecie Administracyjnym Uniwersytetu, którego zadaniem było zabezpieczenie majątku przed grabieżą. 29 września został aresztowany przez Gestapo i wraz z innymi profesorami UP i osadzony w więzieniu przy ul. Młyńskiej. Po 10 dniach został zwolniony pod warunkiem nieopuszczania miasta Poznania i meldowania się w Gestapo. 11 października udało mu się wyjechać do Krakowa, gdzie uzyskał pomoc i schronienie u przyjaciół. Dzięki staraniom Tadeusza Banachiewicza w 1940 roku został przyjęty do pracy w Obserwatorium Astronomicznym w Krakowie w charakterze asystenta, gdzie pracował aż do wyzwolenia miasta.
Po zakończeniu wojny w 1945 roku powrócił na stanowisko kierownika obserwatorium poznańskiego. Zaangażował się wtedy w utworzenie Astronomicznej Stacji Szerokościowej PAN w Borowcu, która z założenia miała się kompleksowo zajmować zagadnieniami dynamiki Ziemi (przekształconej następnie w Astronomiczne Obserwatorium Szerokościowe, a obecnie w Obserwatorium Astrogeodynamiczne). W tym okresie objął też kierownictwo nowo utworzonego Zakładu Astronomii PAN. W latach 1950–1952 był prezesem Polskiego Towarzystwa Astronomicznego, od 1947 roku członkiem Polskiej Akademii Umiejętności, a od 1959 roku członkiem korespondentem Polskiej Akademii Nauk. Działał w Międzynarodowej Unii Astronomicznej, był członkiem Royal Astronomical Society.
W dowód swoich zasług otrzymał cały szereg odznaczeń i nagród, m.in. Krzyż Komandorski z Gwiazdą Orderu Odrodzenia Polski (1972), Krzyż Komandorski Orderu Odrodzenia Polski (1957), Medal Dziesięciolecia Odzyskanej Niepodległości (1928), Medal za Długoletnią Służbę (1938), Medal 10-lecia Polski Ludowej (1954), Nagrodę Naukową miasta Poznania (1951), nagrodę Prezesa PAN (1953), nagrodę PAN za osiągnięcia naukowe (1958), specjalne podziękowanie Senatu (1934) i specjalne podziękowanie Zarządu PTPN (1958).
Niemal do ostatnich lat życia pozostawał aktywny naukowo, m.in. brał udział w przygotowaniach do jubileuszu kopernikańskiego w 1973 roku.
Został pochowany na cmentarzu Powązkowskim w Warszawie (kwatera I-7/8-17).

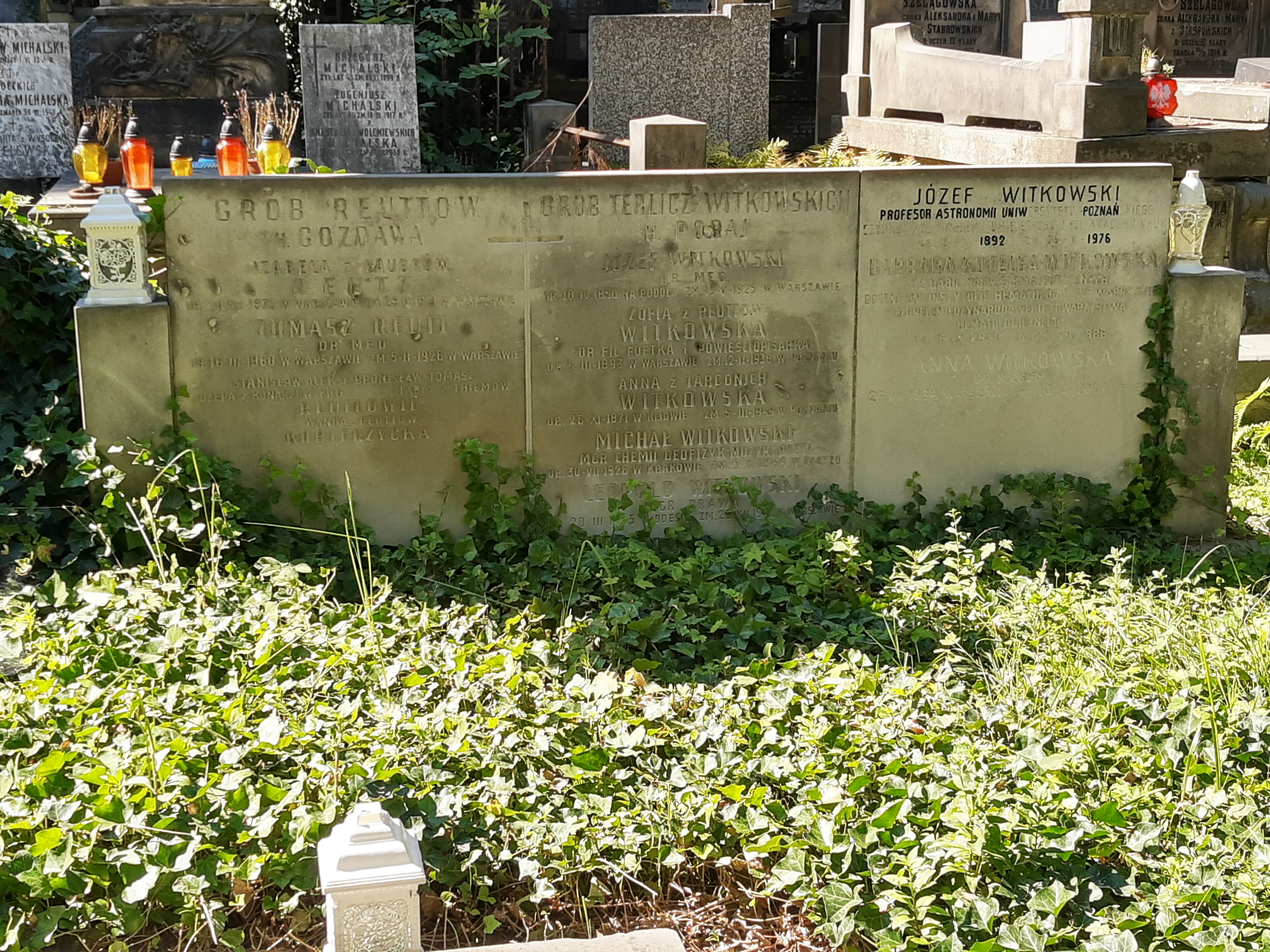
Grób prof. Józefa Witkowskiego i Zofii Reutt-Witkowskiej na Starych Powązkach